# Anthocerotaceae
Anthocerotaceae è una famiglia di piante appartenente all'ordine Anthocerotales